# 帕拉伊索縣

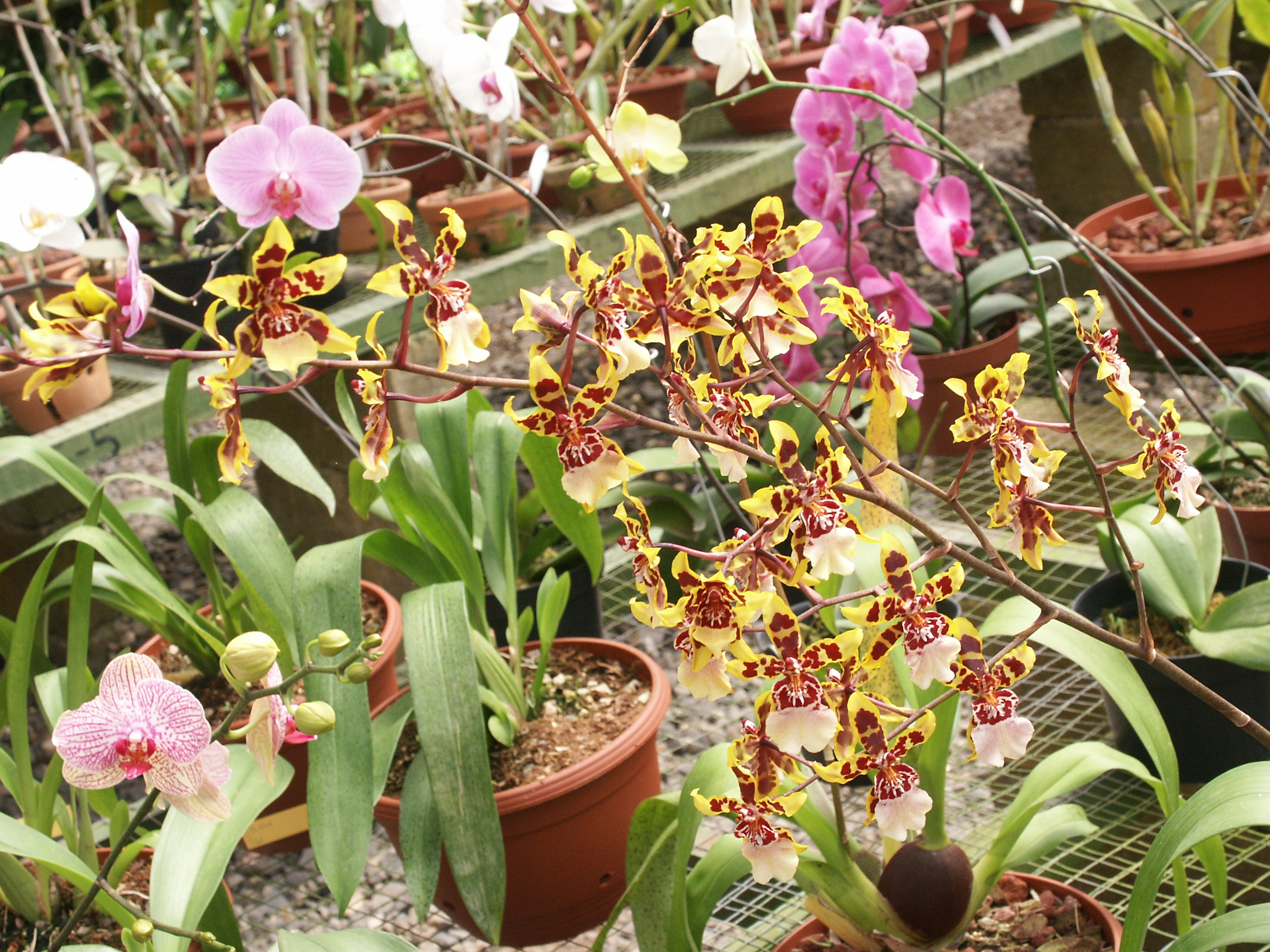

帕拉伊索縣（西班牙語：Cantón de Paraíso），是哥斯達黎加的縣份，位於該國西北部，由卡塔戈省負責管轄，首府設於帕拉伊索，始建於1848年12月7日，面積411.91平方公里，2011年人口57,743人，人口密度每平方公里140.18人。